# Smoky (fiume)
Lo Smoky è un fiume del Canada, che scorre in Alberta.
È un importante affluente del Peace. 

## Corso
Esso nasce dalle Montagne Rocciose Canadesi, ed in particolare dal lago Adolphus, all'interno del Parco nazionale di Jasper. Il Kakwa  e Wapiti  sono affluenti dello Smoky, il quale a propria volta confluisce nel Peace a sud della città di Peace River.